# فايل در شتات
فايل در شتات (بالألمانية: Weil der Stadt) هي مدينة وبلدة ألمانية تقع في بوبلينغين في ألمانيا. يقدر عدد سكانها بـ 19,113 نسمة.

## المدن التوأمة
مدن ريكوير وبرا (إيطاليا) هي مدن توأمة لفايل در شتات.

## أعلام
- يوهانس كبلر
- جوزيف أنطون غال